# ASA-CHANG&巡礼
ASA-CHANG&巡礼（アサチャン アンド じゅんれい）は、日本の音楽ユニット。1998年に結成。既存のジャンルでは括りきれない独特の音楽を展開。

## 来歴
東京スカパラダイスオーケストラのリーダーであったASA-CHANGは、1993年に同バンドを脱退し、フリーのパーカッショニストとして活動する傍ら、新たな音楽ユニットを構想した。そしてギタリスト、プログラマーの浦山秀彦を勧誘し1998年にASA-CHANG&巡礼を結成、トラットリア・レーベルよりデビュー。
2000年にタブラ奏者のU-zhaanが加入し、2001年にアルバム『花』を発表。映画『けものがれ、俺らの猿と』の主題歌を収録するこの作品は、各方面からの絶大なる評価を得たとされる。また、翌年海外で発表された編集盤『Jun Ray Song Chang』は、英WIRE誌の選出した「2002年のベストアルバムトップ10」の第4位にランクインした。
その後もゲストボーカルを招いてのシングル発表など、年に一、二枚のペースで作品を発表、ライブ活動を積極的に行っている。 2010年3月31日をもって浦山秀彦とU-zhaanが脱退。以降はASA-CHANGのソロユニットで活動していくことを発表。2012年、ライブメンバーにサックス・フルート担当の後関好宏、ヴァイオリニストの須原杏を迎え、「KYOTO EXPERIMENT 2012」にて『新・アオイロ劇場』を発表。
後関好宏、須原杏が正式メンバーとなり、2016年3月、ゲスト・アーティストにCornelius、スチャダラパーのANI、椎名もた、小田朋美を迎えた約7年ぶりのスタジオ・アルバム『まほう』をP-VINEからリリース。

## メンバー

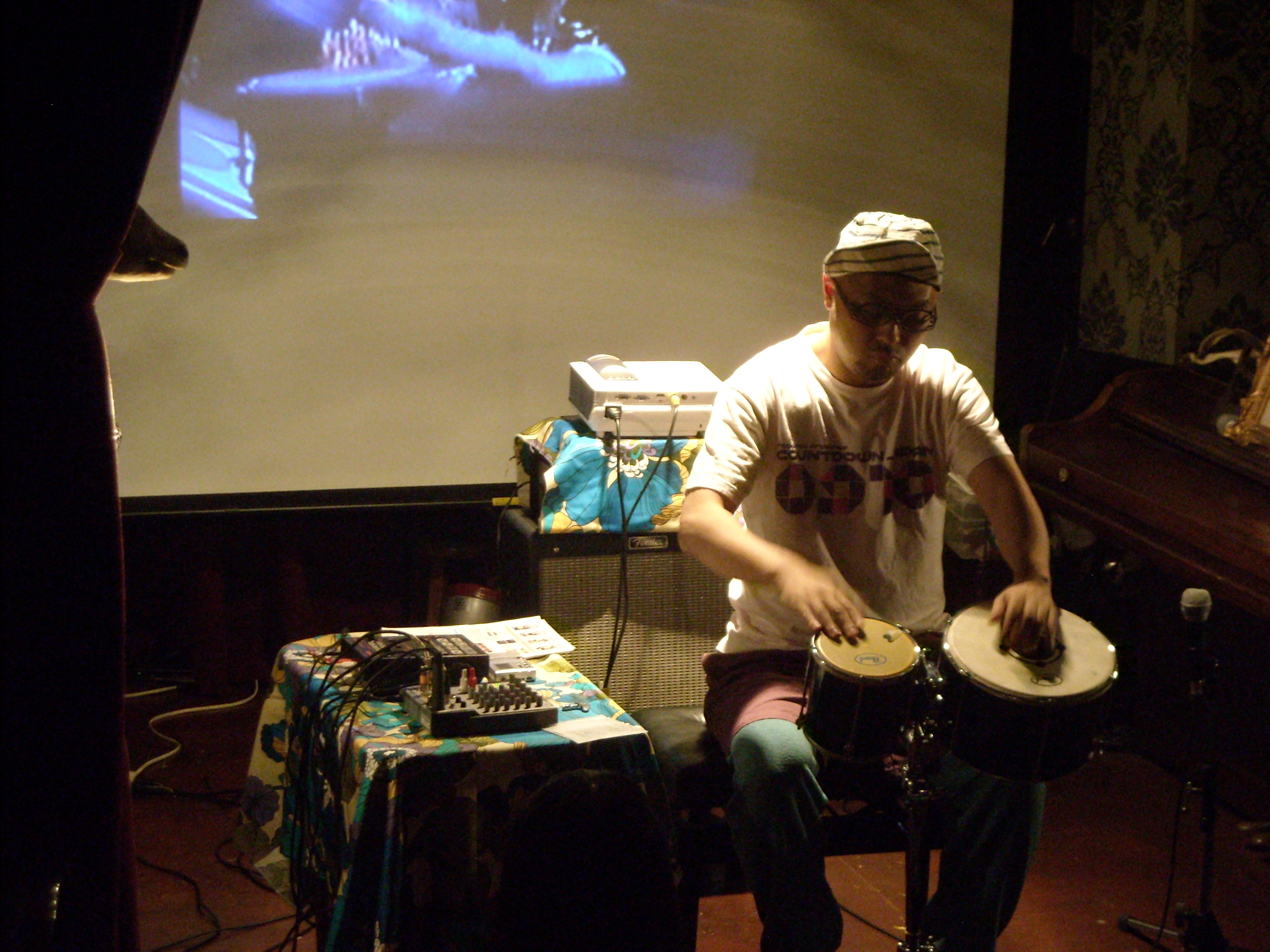
ASA-CHANG

- ASA-CHANG（アサチャン、本名: 朝倉 弘一（あさくら ひろかず））：パーカッション、タブラ
福島県いわき市出身。数曲の作詞作曲を行う。元東京スカパラダイスオーケストラのメンバー。
- 後関好宏（ごせき よしひろ）：サックス・フルート・ボーカル
ex.DCPRG、在日ファンク
- 須原杏（すはら あんず）：ヴァイオリン、ギター、ボーカル
ex.Led Act Sect

### 旧メンバー
- 浦山秀彦（うらやま ひでひこ）：ギター、ミュージックシーケンサー
2010年3月31日脱退。
- U-zhaan（ユザーン）：タブラ
2000年加入。2010年3月31日脱退。

## 作品

### シングル
|     | 発売日         | タイトル | 規格品番  | オリコン最高位 | 収録アルバム           | 備考                                               |
| --- | -------------- | -------- | --------- | -------------- | ---------------------- | -------------------------------------------------- |
| 1st | 2004年1月28日  | 背中     | IDCV-1003 | 132位          | 『みんなのジュンレイ』 | 小泉今日子をゲストボーカルに招いて収録された楽曲。 |
| 2nd | 2004年10月20日 | カな     | KSCL-8891 | 144位          | 『みんなのジュンレイ』 | ハナレグミをゲストボーカルに招いて収録された楽曲。 |

### 楽曲提供
- 月ノ美兎
  - 月の兎はヴァーチュアルの夢をみる（作曲 ASA-CHANG&巡礼 / 編曲 ASA-CHANG）[6]

## ミュージックビデオ
| 監督                                     | 曲名                                                                |
| ---------------------------------------- | ------------------------------------------------------------------- |
| 掛川康典                                 | 「カな feat.ハナレグミ」                                            |
| 掛川康典、生西康典                       | 「背中 feat.小泉今日子」                                            |
| 辻川幸一郎                               | 「花」                                                              |
| ヨシイカズト/夏目現 & 高橋健人 /Chim↑Pom | 「影の無いヒト」                                                    |
| 不明                                     | 「つぎねぷと言ってみた」「つぎねぷと言ってみた (みんなのラッパ篇)」 |